# 휘트스톤 브리지

휘트스톤 브리지의 회로도

휘트스톤 브리지(Wheatstone Bridge)는 1833년에 새뮤얼 헌터 크리스티에 의해 고안된 측량법으로서, 후일 1843년 찰스 휘트스톤 경에 의해 개선되어 널리 알려졌다. 4개의 저항이 정사각형을 이루는 회로이며, 일반적으로 미지의 저항값을 구하기 위해서 사용한다. 전자 저울에 응용할 수 있다. 스트레인게이지 실험에도 사용된다.

## 이론
휘트스톤 브리지의 저항이 각각 R1, R2, R3, Rx일 때, 다음이 성립한다.
{\displaystyle R_{1}\times R_{x}=R_{2}\times R_{3}}
R1: R2 = R3: Rx

## 같이 보기
- 맥스웰 브리지
- 중신 회선